# Herrmannella duggani
Herrmannella duggani is een eenoogkreeftjessoort uit de familie van de Lichomolgidae. De wetenschappelijke naam van de soort is voor het eerst geldig gepubliceerd in 1991 door Holmes & Minchin.